# Maurizio Minghella
Maurizio Minghella (ur. 16 lipca 1958 w Genui) – włoski seryjny morderca zwany Dusicielem z Genui. Zamordował łącznie 10 kobiet: 5 w Genui w 1978 roku oraz 5 w Turynie w latach 1997–2001.

## Młodość
Maurizio Minghella był jednym z piątki dzieci samotnej kobiety. Gdy miał sześć lat, do ich domu wprowadził się konkubent kobiety, który znęcał się nad dziećmi. Wiele lat później Minghella przyznał, że marzył o uduszeniu mężczyzny. Gdy uczęszczał do szkoły podstawowej, Minghella często podduszał kolegów. Swą edukację zakończył na szkole podstawowej i w wieku 12 lat zaczął kraść skutery. Ze względu na zdiagnozowane choroby psychiczne nie został dopuszczony do służby wojskowej. W 1977 roku ożenił się. Minghella systematycznie zdradzał małżonkę z prostytutkami. Rok po ślubie kobieta poroniła i popełniła samobójstwo przez zażycie środków nasennych. Wydarzenie to na zawsze odmieniło życie Minghellii.

## Morderstwa
Od kwietnia do listopada 1978 roku, Minghella zgwałcił i zamordował w Genui 5 kobiet. Ofiary gwałcił również za pomocą przedmiotów. Został aresztowany w grudniu 1978 roku, gdyż znał osobiście dwie zamordowane kobiety. W trakcie przeszukania jego mieszkania, znaleziono przedmioty należące do ofiar. Za zbrodnie został skazany na dożywocie. 
Przez cały okres pobytu w więzieniu, Minghella nie przyznawał się do popełnionych morderstw. Do swojej niewinności przekonał księży, którzy pełnili posługi w więzieniu. Księża pomogli znaleźć mu prawnika i wnieść apelację. W 1995 roku został przeniesiony do więzienia w Turynie, gdzie otrzymał częściowe zwolnienie warunkowe. Mógł opuszczać więzienie w wyznaczonych godzinach i chodzić do pracy. Uzyskał zawód stolarza. 
W latach 1997–2001 w Turynie doszło do serii morderstw prostytutek. Minghella brutalnie zgwałcił i udusił pięć kobiet. Policji zajęło cztery lata, by powiązać zbrodnie z przebywającym na częściowym zwolnieniu warunkowym Minghellą. Śledczy zorientowali się, że morderstwa zostały popełnione w tych samych godzinach. Były to godziny, w których Minghella miał prawo przebywać poza murami więzienia. W dniach, w których popełniono zbrodnie, Minghelli nie było w pracy. Po jego aresztowaniu, okazało się, że na ciałach ofiar znaleziono ślady jego spermy. 
W 2003 roku Minghella został ponownie skazany na dożywocie. W tym samym roku podjął dwie nieudane próby ucieczki z więzienia.

## Ofiary Minghellii
| Lp. | Ofiara             | Wiek | Data morderstwa   | Miejsce morderstwa |
| --- | ------------------ | ---- | ----------------- | ------------------ |
| 1.  | Anna Pagano        | 20   | 9 kwietnia 1978   | Genua              |
| 2.  | Giuseppina Jerardi | 23   | 8 lipca 1978      | Genua              |
| 3.  | Maria Catena Alba  | 14   | 18 lipca 1978     | Genua              |
| 4.  | Maria Strambelli   | 21   | 22 sierpnia 1978  | Genua              |
| 5.  | Wanda Scerra       | 19   | 28 listopada 1978 | Genua              |
| 6.  | Loredana Maccario  | 53   | 22 marca 1997     | Turyn              |
| 7.  | Fatima H'Didou     | 27   | 23 maja 1997      | Turyn              |
| 8.  | Floreta Islami     | 29   | 14 lutego 1998    | Turyn              |
| 9.  | Cosima Guido       | 67   | 30 stycznia 1999  | Turyn              |
| 10. | Florentina Motoc   | 27   | 16 lutego 2001    | Turyn              |